# فیلارمونیک لس آنجلس

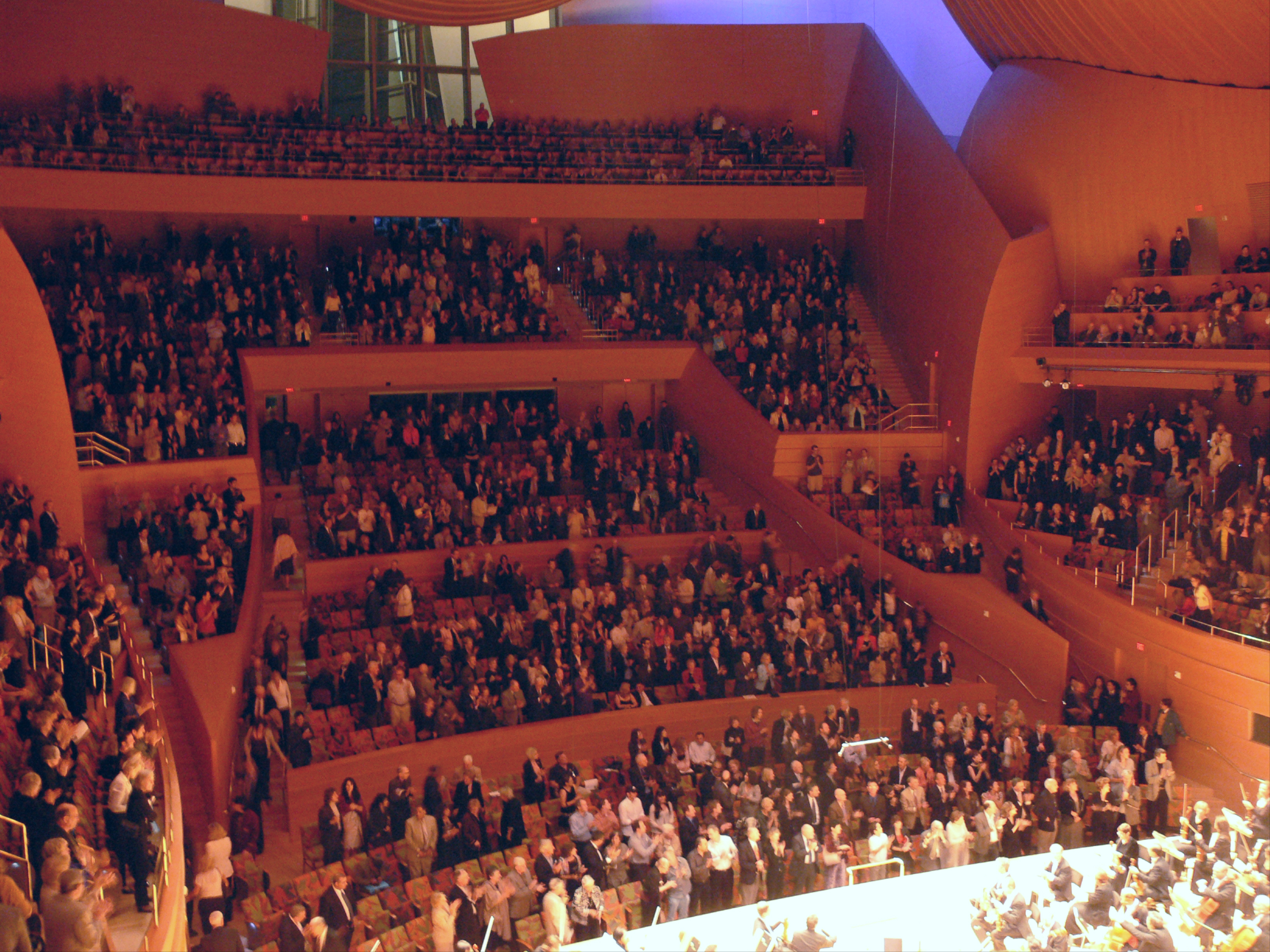
تماشاگران فیلارمونیک لس آنجلس درون تالار کنسرت والت دیزنی

فیلارمونیک لس آنجلس (به انگلیسی: Los Angeles Philharmonic) تأسیس ۱۹۱۹، از مهم‌ترین ارکسترهای کلاسیک جهان است و در شهر لس آنجلس قرار دارد.
زوبین مهتا از ۱۹۶۲–۱۹۷۸ رهبری ارکستر را برعهده داشت.
از سال ۲۰۰۹ رهبری ارکستر به عهدهٔ گوستاوو دودامل می‌باشد.
تالار کنسرت والت دیسنی خانهٔ این گروه موسیقی است.